# Echte Musik (Label)
Echte Musik war ein von Jonesmann gegründetes Frankfurter Independent-Label, das in Zusammenarbeit mit Intergroove stand. Das Label wurde im April 2011 aufgelöst.

## Geschichte
Nachdem sich im Jahr 2007 der Rapper Jonesmann von Bozz Music trennte, gründete er Anfang 2008 zusammen mit seinem Partner Andre „Chan“ Rick sein eigenes Label mit dem Namen Echte Musik. Der Vertrieb der Musik erfolgt über Intergroove.
Die ersten Künstler des Labels waren, neben Jonesmann selbst, der langjährige Gefährte Blaze, Yassir (der ebenfalls von Bozz Music wechselte), Criz, den Jones als dritte Person unter Vertrag stellte und den viele als damals mit seinen 24 Jahren als bestes Rap-Talent Deutschlands ansahen, und der Produzent Lex Barkey. Im Mai 2008 erschien das Soloalbum Jonesmanns mit dem Titel Echte Musik, im August folgte das Debütalbum Schocktherapie von Blaze. Paragraph 31 von Yassir kam im Oktober 2008 auf den Markt. Die kommerziell erfolgreichste Veröffentlichung des Labels ist das im Februar 2009 erschienene Kollaboalbum von Olli Banjo und Jonesmann, 4 Fäuste für ein Halleluja, welches Platz 46 in den deutschen Albumcharts erreichen konnte.
Im Mai 2009 gab das Label die Verpflichtung des Offenbacher Rappers Haftbefehl bekannt. Am 24. Juli erschien der erste Label-Sampler Kapitel Eins: Zeit Für Was Echtes. Im Juni 2010 gab das Label die Trennung von Criz bekannt, gleichzeitig wurde Twin als neues Mitglied präsentiert. Im September veröffentlichte das Label Twins Debütalbum Dreckig, eisern und loyal. Nur einen Monat später erschien auch das Debütalbum von Haftbefehl, Azzlack Stereotyp und erreichte Platz 59 in den deutschen Albumcharts.
Im April 2011 wurde das Label aufgelöst, da Jonesmann sich zurückzog, um unter seinem bürgerlichen Namen Samson Jones R'n'B-Musik zu veröffentlichen. Andre „Chan“ Rick und Haftbefehl gründeten zusammen ein neues Label namens Azzlackz, dessen erster Vertragspartner war das Frankfurter Rapduo Celo & Abdi.

## Künstler bis zur Schließung des Labels 2011
Rapper
- Samson Jones
- Blaze
- Criz (bis Juni 2010)
- Twin
- Haftbefehl (seit Mai 2009)
- Yassir
- Born

Produzenten
- Lex Barkey
- Benny Blanco
- Bounce Brothas
- ILK Beats

## Diskografie
| Jahr | Titel Interpret                                   | Höchstplatzierung, Gesamtwochen, AuszeichnungChartsChartplatzierungen (Jahr, Titel, Interpret, Platzierungen, Wochen, Auszeichnungen, Anmerkungen) | Anmerkungen |
| Jahr | Titel Interpret                                   | DE | Anmerkungen |
| ---- | ------------------------------------------------- | --- | ----------- |
| 2008 | Echte Musik Jonesmann                             | — |             |
| 2008 | Schocktherapie Blaze                              | — |             |
| 2008 | Paragraph 31 Yassir                               | — |             |
| 2009 | 4 Fäuste für ein Halleluja Jonesmann & Olli Banjo | DE46 (1 Wo.)DE |             |
| 2009 | Kapitel Eins: Zeit für was Echtes Label-Sampler   | — |             |
| 2009 | Karma Blaze                                       | — |             |
| 2010 | Azzlack Stereotyp Haftbefehl                      | DE59 (1 Wo.)DE |             |
| 2010 | Sehnsucht Jonesmann                               | — |             |

Sonstige Veröffentlichungen
- 2009: Criz – HDV/Nordwestfrequenz (Online-Mixtape)
- 2010: Twin – Dreckig, eisern und loyal (Gratis-Download)

Videosingles
- 2008: Jonesmann – Warum bin ich hier
- 2008: Jonesmann – Gegen uns (feat. Real Jay)
- 2008: Jonesmann – Auf Wiedersehen Jungs
- 2008: Jonesmann – Ghetto RnB
- 2008: Blaze – Christina
- 2008: Blaze – Lass ihn raushängen
- 2008: Yassir – Kämpfersong (feat. Jonesmann)
- 2009: Olli Banjo & Jonesmann – Vögel
- 2009: Olli Banjo & Jonesmann – Das Wesentliche
- 2009: Olli Banjo & Jonesmann – Mehr Tränen (feat. Curse)
- 2009: Criz & Haftbefehl – Unter Tatverdacht
- 2009: Jonesmann, Blaze, Criz, Haftbefehl – Fahne hoch
- 2009: Blaze – Mein Deutschland
- 2009: Blaze – Bitte was
- 2010: Twin – Kein Gossenprodukt
- 2010: Twin – Heb die Fäuste hoch
- 2010: Haftbefehl – Gestern Gallus, heute Charts
- 2010: Haftbefehl – Ich muss wach sein
- 2011: Twin – Brüder für immer